# Kovács Olga
Kovács Olga (Békéscsaba, 1980. október 25. –) magyar színésznő.

## Életpályája
1980. október 25-én született Békéscsabán. Kisdiákként zenei tanulmányokat folytatott, több hangszeren játszik. A Békéscsabai Musicalstúdióban kezdett komolyabban színészettel foglalkozni. A szentesi Horváth Mihály Gimnázium drámai-irodalmi szakán érettségizett 1999-ben. 2001-ig az Új Színház stúdiójának volt hallgatója, majd 2001-2002 között a Bárka Színházban segédszínész.
2002-ben felvételt nyert a Színház- és Filmművészeti Egyetem prózai színész szakára. Osztályfőnökei Jordán Tamás és Lukáts Andor voltak. Gyakorlati idejét az Örkény István Színházban és a Katona József Színházban töltötte. 
2006-2020 között a zalaegerszegi Hevesi Sándor Színház tagja volt. Játszik Budapesten az RS9 Színházban és a Turay Ida Színházban (2020–2023) is.

## Fontosabb színházi szerepei
- Halász Péter: Gyerekünk... szereplő
- Halász Péter: Önbizalom... szereplő
- Mohácsi István – Mohácsi János: A vészmadár - avagy hamar munka ritkán jó... Fiatal nő
- E. T. A. Hoffmann: Diótörő... Pirlipát; Klárika baba (később Bonbon és Pösze egér)
- Luigi Pirandello: Hat szereplő szerzőt keres... szereplő
- Euripidész: Alkésztisz... Karvezető
- Euripidész: Andromakhé... Andromakhé; Dajka
- Arisztophanész: Lüzisztraté... Lampitó (spártai feleség)
- Claudio Monteverdi: Poppea megkoronázása... Nutrice (Ottavia dajkája)
- James Rado - Gerome Ragni - Galt MacDermot: Hair... Jeanie
- William Shakespeare: Hamlet... Gertrúd
- William Shakespeare: Rómeó és Júlia... Dajka
- William Shakespeare: A windsori víg nők... Page-né
- Anton Pavlovics Csehov: Cseresznyéskert... Sarlotta Ivanovna (nevelőnő)
- Anton Pavlovics Csehov – Ernyei Bea – Galambos Péter: Ványa bácsik, avagy Nyaralj ködben... Szonya
- Szép Ernő: Patika... Postamesterné
- Szép Ernő: Vőlegény... Kornél
- Bertolt Brecht – Kurt Weill: Koldusopera... Lucy
- Bertolt Brecht: A szecsuáni jólélek... Mi Csü, háztulajdonosnő
- Dobozy Imre - Ránki György – Garai Gábor – Vajda Anikó – Vajda Katalin: Villa Negra... Piroska
- Ivan Kušan: Galócza... Ancika
- Ken Ludwig: Botrány az operában... Mária (Tito felesége)
- Dan Goggin: Apácák... Mária Roberta nővér
- Gádor Béla – Tasnádi István: Othello Gyulaházán... Pálmai Viola (drámai szende)
- Tasnádi István: Tranzit... Terhes nő
- Fenyő Miklós – Tasnádi István: Made in Hungária... táncos
- John Kander – Fred Ebb – Bob Fosse: Chicago... Hunyák
- Forgách András: Holdvilág és utasa... Millicent Ingram
- Georges Feydeau: A hülyéje... Mme Pontagnac
- Hamvai Kornél: Szigliget... Lukics Mária (drámaíró)
- Füst Milán: Boldogtalanok... Rózsi
- Bereményi Géza – Kovács Krisztina: Apacsok... Kata (Edit, Lassú Őz)
- Axel Hellstenius: Minden jót, Elling!... Gunn
- Egressy Zoltán: Portugál... Masni
- Walter Bobbie – Tom Snow – Dean Pitchford: Footloose... Urleen (Ariel barátnője)
- April De Angelis: Színésznők... Mrs Marshall
- Paul Portner: Hajmeresztő... Barbara DeMarco (fodrászlány)
- Richard Rodgers – Oscar Hammerstein – Howard Lindsay – Russel Crouse: A muzsika hangja... Elsa Schraeder
- Szálinger Balázs: Köztársaság... Sophia (kamasz, Hariszteász lánya)
- Molnár Ferenc: A doktor úr... Sárkányné
- Alexandre Dumas – Jean-Paul Sartre: Kean a színész... Elena
- Nógrádi Gábor: Az anyu én vagyok!... Olga (Apa élettársa)
- Todd Strasser – Tasnádi István: A hullám... Nagy Ágota (tanár)
- Tolcsvay László – Müller Péter – Bródy János: Doctor Herz... Beryll
- Pedro Calderón de la Barca: Az élet a-moll(álom)... Rosaura
- Turbuly Lilla: Nekünk nyolc?!... Sára néni
- Francis Veber: Balfácánt vacsorára... Marléne
- Diramerján Artin: AZnavour - zenés pillanatképek... Amerikai újságírónő, nőalakok
- Sánta Ferenc: Az ötödik pecsét... Kollégáné
- Ray Cooney: Család ellen nincs orvosság... Jane Tate
- Anton Pavlovics Csehov – Ernyei Bea – Galambos Péter: Szonya
- Eisemann Mihály – Szilágyi László: Én és a kisöcsém... Bözsi kisasszony
- Cziglényi Boglárka – Menszátor Héresz Attila: Nimfománia... szereplő
- J. M. Barrie: Pán Péter... Mrs. Darlin, Sellő
- Déry Tibor – Pós Sándor – Presser Gábor – Adamis Anna: Képzelt riport egy amerikai popfesztiválról... Eszter
- Alan Alexander Milne: Micimackó... Zsebibaba
- Neil Simon: Férj nélkül tökéletes... Sylvie
- Ivan Kušan – Tasnádi István: Balkán kobra... Ankica
- Francis Veber: Bérgyilkos a barátom... Louise
- Claude Magnier: Oscar... Jaqueline, a hazudós
- Tracy Letts: Augusztus Oklahomában... Karen Weston, Bev és Violet lánya
- Báldi Mária: Térden állva jövök hozzád... Éva, táncosnő
- Kertész Mihály: Na, de államtitkár úr!... Cilike, gépírókisasszony
- F. Scott Fitzgerald – Arthur Valentin Grósz: Sztár leszel!... Victoria, Linda házvezetőnője

## Filmek, tv
- A tigriscsíkos kutya (2001)
- Utolsó idők (2009)
- A martfűi rém (2016)
- Sánta Ferenc: Az ötödik pecsét (színházi előadás tv-felvétele) (2016)
- Jóban Rosszban (2017) 3052. rész
- Honigfrauen (2017) – holland-német-magyar produkció
- Melanie Martinez – K-12 (The Film) (2019)
- Jófiúk (2019)
- Doktor Balaton (2021)
- Mintaapák (2021)
- A Nagy Fehér Főnök (2022)
- …a szomszéd tehene (2024)
- Gólkirályság (2024)

## Díjak, elismerések
- SCHERZO Fesztivál – Legjobb táncos díja
- Máriáss József-díj (2009)